# Archsum
Archsum (dänisch: Arksum, nordfriesisch: Ārichsem) ist ein Dorf auf der Nordseeinsel Sylt. Archsum war bis 1970 selbständige Gemeinde und nach ihrer Eingemeindung Teil der bis 2008 bestehenden Gemeinde Sylt-Ost, die am 1. Januar 2009 ihrerseits in der neu gebildeten Gemeinde Sylt aufging. Archsum liegt rund sechs Kilometer südöstlich von Westerland zwischen den Dörfern Morsum und Keitum und wird vom Amt Landschaft Sylt verwaltet. Auf einer Fläche von 679 Hektar leben rund 300 Einwohner (Stand: 2001). Im Norden verläuft die Marschbahn Elmshorn – Westerland.

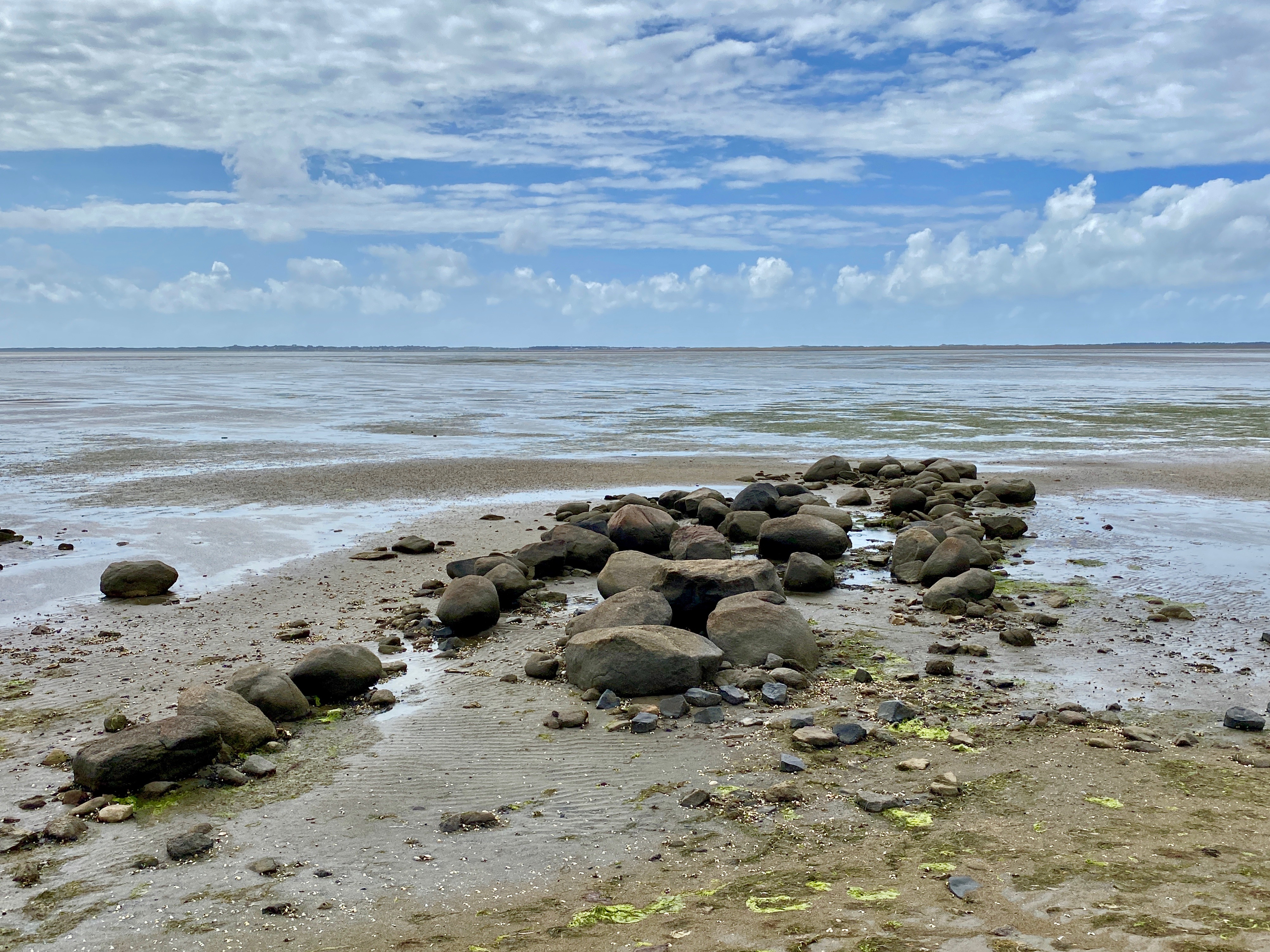
Hünenbett 2 von Archsum

Archsum bedeutet Siedlung des Arke oder Erke. Urkundlich wurde Archsum als Arxum erstmals 1462 im Zinsbuch des Bischofs von Schleswig erwähnt. Grabungen in den 1930er-Jahren ergaben, dass eine Siedlung bereits seit dem Neolithikum bestand. Bei Mootjis Küül am Nössedeich liegt das rund 5000 Jahre alte Ganggrab Merelmerskhoog. Teilweise sind noch alte Wohnhügel, wie z. B. der Firstklent, zu sehen. Bekannt sind die Hünenbetten Archsum. Außerdem befand sich der Erdwall Archsum-Burg, der 1860 weitgehend abgetragen wurde, in dem Ort. Zwischen 1969 und 1974 gruben Archäologen in Alt-Archsum und befanden Archsum als Troja des Nordens. Man fand Zeugnisse aus der Steinzeit, aus der Bronzezeit und legte eine fast 2000 Jahre währende Besiedlung frei, zudem noch ein Dorf, das zwischen 700 und 1000 n. Chr. bestanden hat. 

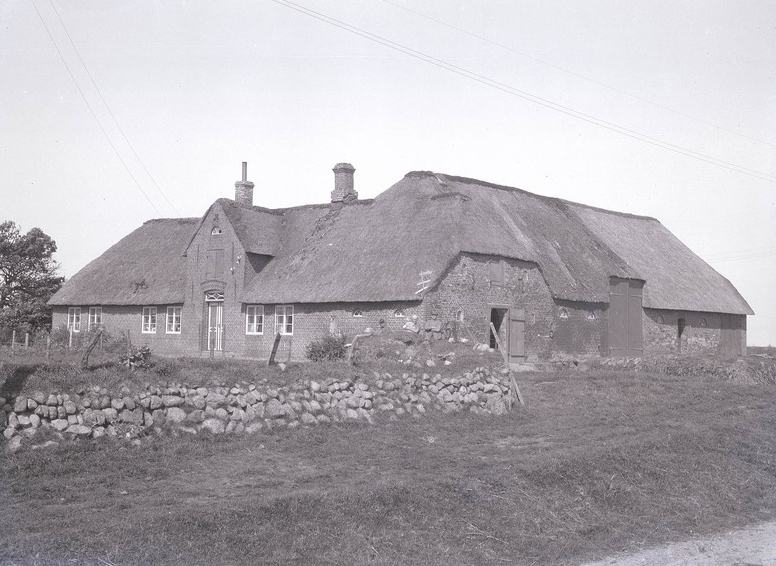
Bauernhof in Archsum (1926)

Landwirtschaft und Seefahrt bildeten sehr lange die Lebensgrundlage der Archsumer Bewohner. 1611 wurden 38 Hofstellen gezählt, etwa 150 Menschen lebten im Dorf. 1709 gab es 42 Höfe und acht selbstständige Katen. 25 Männer und 53 Familien fuhren zu dieser Zeit als Seeleute auf der Nordsee. Die Abhängigkeit von diesem Erwerbszweig zeigte sich in Archsum besonders deutlich. Mit den Erfolgen vor allem im Walfang stieg die Einwohnerzahl bis 1745 auf 259, darunter 40 Seefahrer. Bei der Verkoppelung 1787 wurden 54 Hausbesitzer gezählt. Viele erhaltene Häuser sind solche von den Sylter Kapitänen. Als der Höhepunkt der Seefahrt überschritten war, sank die Anzahl der Gehöfte bis 1850 auf 45. Die Landwirtschaft brachte nur wenig Ertrag, so wurde die Armut groß. In dieser Folge sank die Bevölkerungszahl bis 1952 auf 129 und damit noch unter den Stand von 1611.
Im Rahmen eines Landgewinnungsprogrammes unterlegt durch die nationalsozialistische Blut-und-Boden-Ideologie konnte 1937 der Nössekoog eingedeicht und besiedelt werden (vgl. u. a. Adolf-Hitler-Koog, Hermann-Göring-Koog). So stieg vor dem Zweiten Weltkrieg die Einwohnerzahl im Jahr 1939 auf 306 Menschen. Die Hälfte davon entfiel jedoch auf den Reichsarbeitsdienst, der Arbeiter für den Bau des Nössedeichs hier in Lagern unterbrachte.
Sturmfluten suchten Archsum immer wieder heim. Missernten trugen ebenfalls zum Sinken der Bevölkerungszahl bei. 1961 wurde Archsum Luftkurort. Der Tourismus ist seit dieser Zeit von großer Bedeutung.
Rudolf Augstein besaß seit 1967 ein Haus in Archsum.